# Freebase (escalade)
 (avril 2025).
Si vous disposez d'ouvrages ou d'articles de référence ou si vous connaissez des sites web de qualité traitant du thème abordé ici, merci de compléter l'article en donnant les références utiles à sa vérifiabilité et en les liant à la section « Notes et références ».
Pour les articles homonymes, voir Freebase.
Le freebase, contraction du free-solo et du base-jump, est une sous-discipline de l'escalade en solo intégral consistant à escalader de grandes parois verticales avec comme seul élément de protection un parachute de secours dans le dos. Bien que le parachute permette de sauver le grimpeur lors d'une chute, cela oblige à ne pas tomber dans les 100 premiers mètres afin d'avoir le temps de se positionner et d'ouvrir le parachute.
Cette discipline a été inventée et popularisée par Dean Potter, notamment à travers de célèbres ascensions filmées comme celle de The Alien Roof (7a+,7b) en 2008.

## Pratiquants célèbre
- Dean Potter
- Paul Kuspa
- Mich Kemeter

## Accidents et décès
Bien que le freebase soit une pratique extrêmement dangereuse, aucun accident n'a été recensé à ce jour[Quand ?] en raison du très faible nombre de pratiquants. Cependant plusieurs pratiquants de cette discipline sont décédés de disciplines similaires comme Dean Potter et Paul Kuspa, décédés lors d'accidents en wingsuit.